# Lista de municípios da Corunha

Mapa dos concelhos da província da Corunha.

Esta é uma lista dos 93 municípios da província espanhola de Corunha na comunidade autónoma da Galiza.
| Nome oficial (nome em português) | Nome proposto pela AGLP  | Nome em espanhol            | Pop. (2019) |
| A Baña                           | Avanha                   | La Baña                     | 3 450       |
| A Capela                         | Capela                   | Capela                      | 1 232       |
| A Laracha                        | Laracha                  | Laracha                     | 11 347      |
| A Pobra do Caramiñal             | Póvoa do Caraminhal      | Puebla del Caramiñal        | 9 338       |
| Abegondo                         | Avegondo                 | Abegondo                    | 5 406       |
| Ames                             | Ames                     | Ames                        | 31 793      |
| Aranga                           | Aranga                   | Aranga                      | 1 849       |
| Ares                             | Ares                     | Ares                        | 5 732       |
| Arteixo                          | Arteijo                  | Arteijo                     | 32 262      |
| Arzúa                            | Arçua                    | Arzúa                       | 6 041       |
| As Pontes de García Rodríguez    | Pontes                   | Puentes de García Rodríguez | 10 138      |
| As Somozas                       | Somoças                  | Somozas                     | 1 098       |
| Bergondo                         | Bergondo                 | Bergondo                    | 6 633       |
| Betanzos                         | Betanços                 | Betanzos                    | 12 959      |
| Boimorto                         | Boi Morto                | Boimorto                    | 1 985       |
| Boiro                            | Boiro                    | Boiro                       | 18 838      |
| Boqueixón                        | Boqueixom                | Boqueijón                   | 4 220       |
| Brión                            | Brião                    | Brión                       | 7 837       |
| Cabana de Bergantiños            | Cabana de Bergantinhos   | Cabana de Bergantiños       | 4 248       |
| Cabanas                          | Cabanas                  | Cabañas                     | 3 281       |
| Camariñas                        | Camarinhas               | Camariñas                   | 5 272       |
| Cambre                           | Cambre                   | Cambre                      | 24 648      |
| Carballo                         | Carvalho                 | Carballo                    | 31 349      |
| Cariño                           | Carinho                  | Cariño                      | 3 838       |
| Carnota                          | Carnota                  | Carnota                     | 3 957       |
| Carral                           | Carral                   | Carral                      | 6 408       |
| Cedeira                          | Cedeira                  | Cedeira                     | 6 640       |
| Cee                              | Cee                      | Cee                         | 7 546       |
| Cerceda                          | Cerzeda                  | Cerceda                     | 5 001       |
| Cerdido                          | Cerdido                  | Cerdido                     | 1 113       |
| Coirós                           | Coirós                   | Coirós                      | 1 824       |
| Corcubión                        | Corcubião                | Corcubión                   | 1 589       |
| Coristanco                       | Coristanco               | Coristanco                  | 6 074       |
| A Coruña (Corunha)               | Corunha                  | La Coruña                   | 245 711     |
| Culleredo                        | Culheredo                | Culleredo                   | 30 402      |
| Curtis                           | Cúrtis                   | Curtis                      | 3 983       |
| Dodro                            | Dodro                    | Dodro                       | 2 768       |
| Dumbría                          | Dumbria                  | Dumbría                     | 2 983       |
| Fene                             | Fene                     | Fene                        | 12 944      |
| Ferrol                           | Ferrol                   | Ferrol                      | 66 065      |
| Fisterra (Finisterra)            | Fisterra                 | Finisterre                  | 4 708       |
| Frades                           | Frades                   | Frades                      | 2 339       |
| Irixoa                           | Irijoa                   | Irijoa                      | 1 334       |
| Laxe                             | Laje                     | Lage                        | 3 016       |
| Lousame                          | Lousame                  | Lousame                     | 3 338       |
| Malpica de Bergantiños           | Malpica de Bergantinhos  | Malpica de Bergantiños      | 5 391       |
| Mañón                            | Manhão                   | Mañón                       | 1 356       |
| Mazaricos                        | Maçaricos                | Mazaricos                   | 3 885       |
| Melide                           | Melide                   | Mellid                      | 7 406       |
| Mesía                            | Messia                   | Mesía                       | 2 530       |
| Miño                             | Minho                    | Miño                        | 6 200       |
| Moeche                           | Moeche                   | Moeche                      | 1 226       |
| Monfero                          | Monfero                  | Monfero                     | 1 932       |
| Mugardos                         | Mugardos                 | Mugardos                    | 5 245       |
| Muros                            | Muros                    | Muros                       | 8 556       |
| Muxía                            | Mogia                    | Mugía                       | 4 657       |
| Narón                            | Narão                    | Narón                       | 39 080      |
| Neda                             | Neda                     | Neda                        | 5 079       |
| Negreira                         | Negreira                 | Negreira                    | 6 827       |
| Noia                             | Noia                     | Noya                        | 14 263      |
| Oleiros                          | Oleiros                  | Oleiros                     | 36 075      |
| Ordes                            | Ordes                    | Órdenes                     | 12 674      |
| Oroso                            | Oroso                    | Oroso                       | 7 500       |
| Ortigueira                       | Ortigueira               | Ortigueira                  | 5 671       |
| Outes                            | Outes                    | Outes                       | 6 282       |
| Oza-Cesuras                      | Oça-Cesuras              | Oza-Cesuras                 | 5 101       |
| Paderne                          | Paderne                  | Paderne                     | 2 394       |
| Padrón                           | Padrão                   | Padrón                      | 8 384       |
| O Pino                           | Pinho                    | El Pino                     | 4 641       |
| Ponteceso                        | Ponte-Cesso              | Puenteceso                  | 5 502       |
| Pontedeume                       | Ponte d'Eume             | Puentedeume                 | 7 777       |
| Porto do Son                     | Porto d'Ozom             | Puerto del Son              | 9 171       |
| Rianxo                           | Rianjo                   | Rianjo                      | 11 033      |
| Ribeira                          | Ribeira                  | Riveira                     | 26 886      |
| Rois                             | Róis                     | Rois                        | 4 512       |
| Sada                             | Sada                     | Sada                        | 15 841      |
| San Sadurniño                    | São Sadurninho           | San Saturnino               | 2 822       |
| Santa Comba                      | Santa Comba              | Santa Comba                 | 9 426       |
| Santiago de Compostela           | Compostela (Santiago de) | Santiago de Compostela      | 97 260      |
| Santiso                          | São Tisso                | Santiso                     | 1 584       |
| Sobrado                          | Sobrado (dos Monges)     | Sobrado                     | 1 758       |
| Teo                              | Teio                     | Teo                         | 18 579      |
| Toques                           | Toques                   | Toques                      | 1 124       |
| Tordoia                          | Tordoia                  | Tordoya                     | 3 299       |
| Touro                            | Touro                    | Touro                       | 3 574       |
| Trazo                            | Traço                    | Trazo                       | 3 113       |
| Val do Dubra                     | Vale do Duvra            | Valle del Dubra             | 3 876       |
| Valdoviño                        | Valdovinho               | Valdoviño                   | 6 563       |
| Vedra                            | Vedra                    | Vedra                       | 5 036       |
| Vilarmaior                       | Vilar Maior              | Villarmayor                 | 1 226       |
| Vilasantar                       | Vila Santar              | Vilasantar                  | 1 213       |
| Vimianzo                         | Vimianço                 | Vimianzo                    | 7 057       |
| Zas                              | Sás                      | Zas                         | 4 472       |